# Chemin de fer Principe-Granarolo

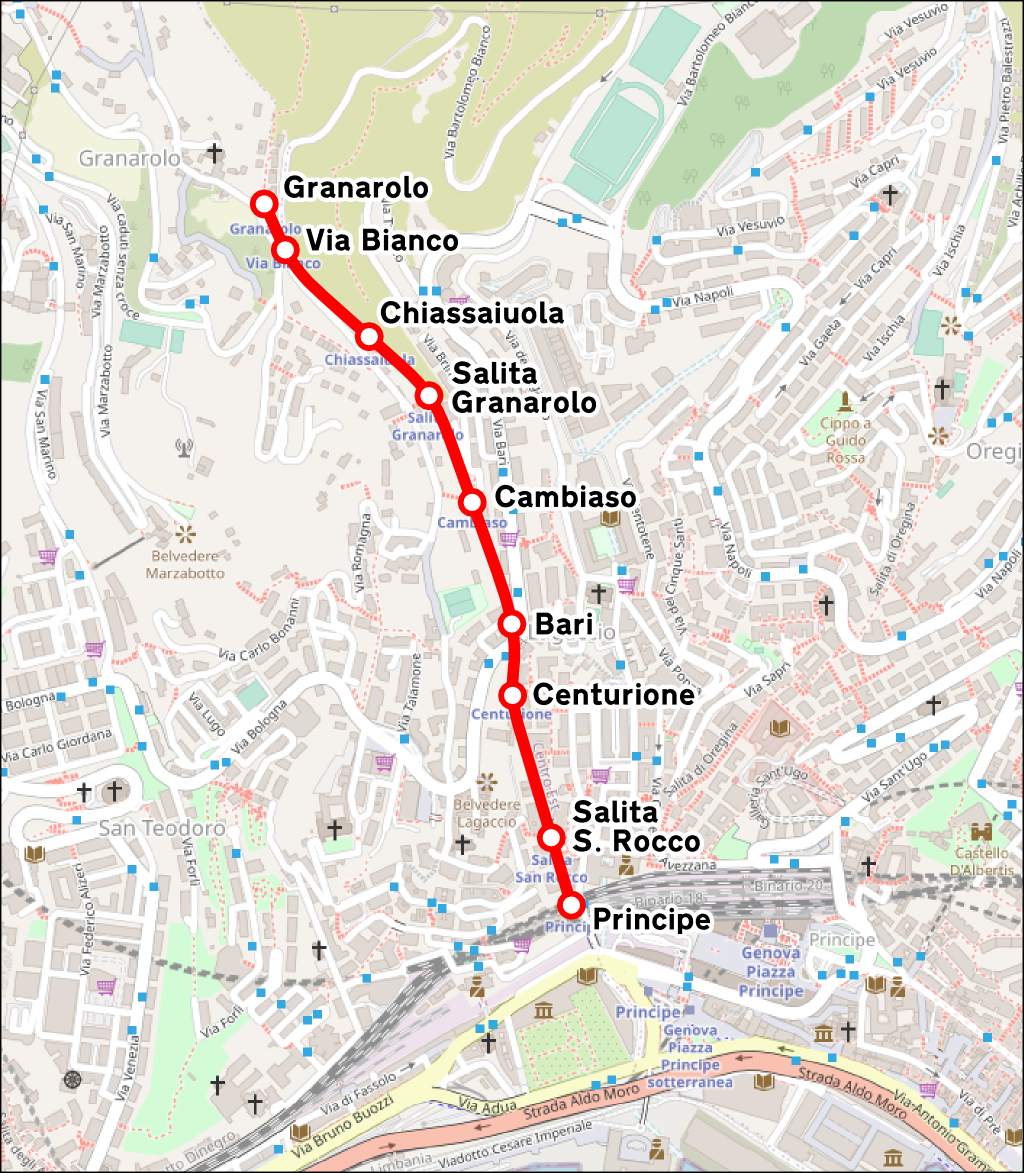
Carte de la ligne

Le chemin de fer Principe-Granarolo (parfois appelé à tort funiculaire ou tramway en raison de ses caractéristiques de construction) est un chemin de fer à crémaillère de la ville de Gênes qui relie la via del Lagaccio, près de la gare de Gênes Piazza Principe, aux hauteurs de Granarolo.
Comme le funiculaire Zecca-Righi, le chemin de fer Principe-Granarolo a une vocation à la fois de transport urbain et touristique, car il relie une zone adjacente au port avec les hauteurs de la ville.

## Histoire
Attribué en 1896 à la Société Génoise Anonyme des Chemins de fer de Montagne créée le 4 septembre de la même année, le chemin de fer a été construit entre 1898 et 1900, sur la base d'un projet signé par les ingénieurs Ratti et Saligeri entrant en service le 1er janvier 1901. Le but du chemin de fer était de rendre plus rentable le lotissement des terres vallonnées autour de Granarolo.
Le chemin de fer connaît une histoire mouvementée : son inauguration, prévue en 1899, est repoussée à 1901 en raison d'un accident survenu lors des essais de la ligne dans lequel des techniciens décèdent. Au moment de son inauguration, il n'y avait que 3 gares le long du parcours : Principe (gare inférieure), Cambiaso (intermédiaire) et Granarolo (gare supérieure).
En 1902, la société concessionnaire a été mise en liquidation en raison du passif financier ; puis la société De Bernardi & Cie prend le relais, qui à son tour se dissout en 1907.
La ligne est alors dirigée par Luigi Parodi, ancien actionnaire des deux sociétés précédentes, qui occupera les fonctions jusqu'à sa mort en 1918. Avec la mort de Parodi, la ligne a été fermée, rouverte en 1922 avec sa vente  à la municipalité de Gênes, qui l'a confiée en 1923 au Consortium national des coopératives de combattants. L'implantation a rouvert le 5 mars 1923 : un nouveau bâtiment en briques a été construit pour la station inférieure de Principe et l'arrêt Via Napoli a été ajouté à l'itinéraire.
En 1929, à la suite d'un grave accident, les usines Piaggio de Sestri Ponente reconstruisent et modernisent les deux voitures du matériel roulant d'origine,.
La concession passa ensuite en 1934 à la Compagnie autonome des bus, et l'année suivante à l'Unione Italiana Tramways Elettrici (UITE), qui gérait le réseau de tramway de la capitale ligure.
En 1950, la gare de Granarolo a été reconstruite, ce qui a impliqué de déplacer le terminus supérieur d'environ 20 mètres en amont.
En 1964, l'UITE est municipalisée et rebaptisée AMT, à qui la gestion de l'implantation est confiée en 1965.
En 1971, les centrales électriques et la sous-station électrique ont été remplacées ; en 1976 toute l'armature est remplacée, à l'exclusion du rail denté, et quelques modifications sont apportées aux wagons.
Dans la même période, 2 gares intermédiaires ont été ajoutées (Centurione et Chiassaiuola) et la gare de Via Napoli a été reconstruite, qui a pris son nom actuel (Via Bari).
Début 1993, les deux voitures ont fait l'objet d'une reconstruction et d'une mise aux normes. Toutes deux ont repris du service au printemps de la même année.
En mars 2011, grâce à un financement régional, d'importants travaux de consolidation et de modernisation ont été réalisés sur la partie supérieure de la ligne, reconstruisant et renforçant les murs de soutènement, remplaçant toute l'armature, créant une nouvelle passerelle de service en brique le long de la route de Granarolo. De plus, trois nouvelles gares ont été construites (Salita San Rocco, Salita Granarolo et Via Bianco) et celles existantes adaptées à l'usage des handicapés. L'intervention a également remplacé la crémaillère d'origine de type suisse Riggenbach, installée en 1898 et restée en fonctionnement inchangée depuis lors par une crémaillère de type suisse Von Roll, opération qui impliquait également des interventions sur les deux voitures.
Le 13 novembre 2012 la ligne a rouvert sur tout le parcours, retrouvant ainsi son importante vocation touristique.

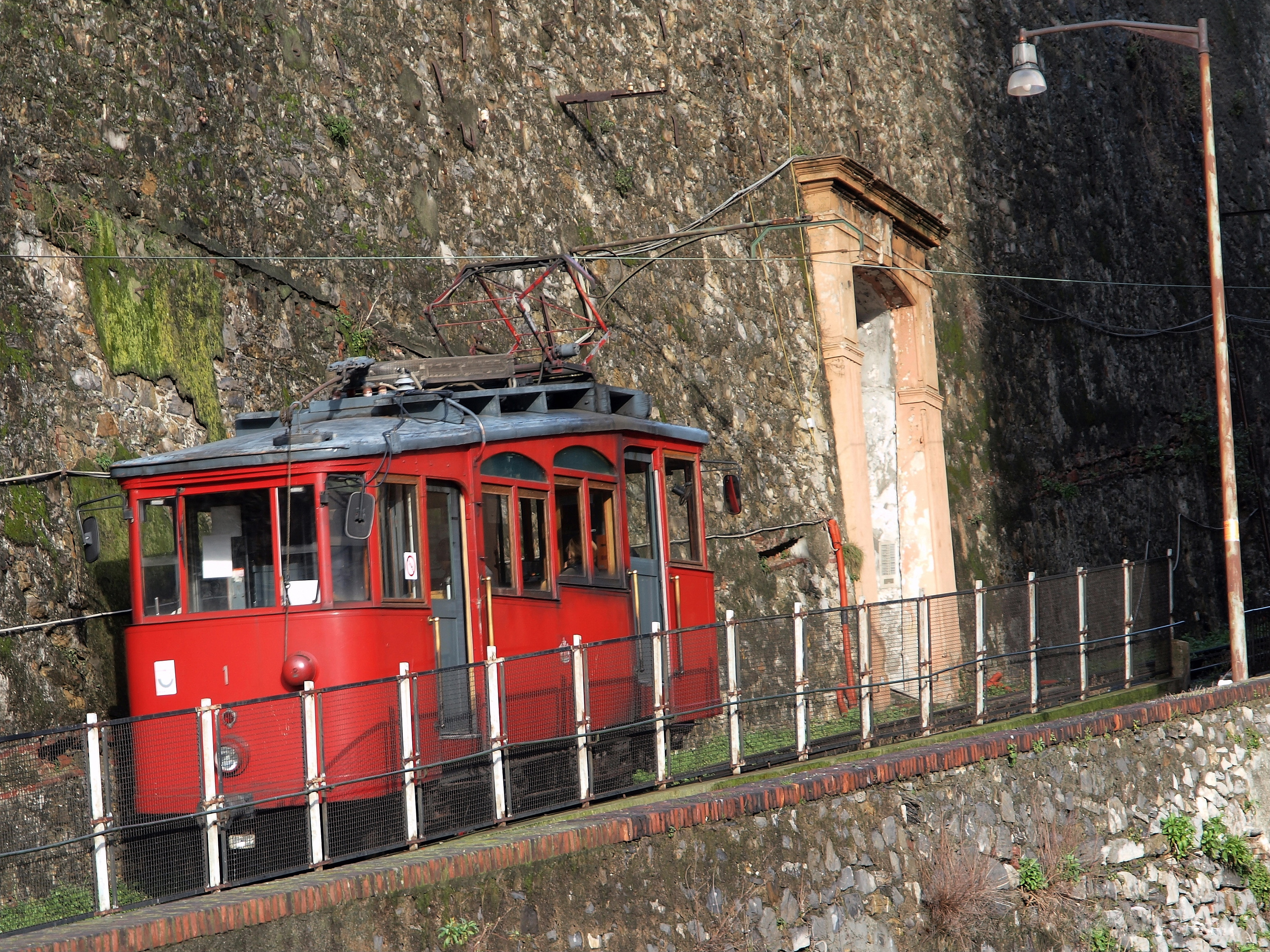
Départ du tronçon en montée au départ de la gare Principe

## La ligne

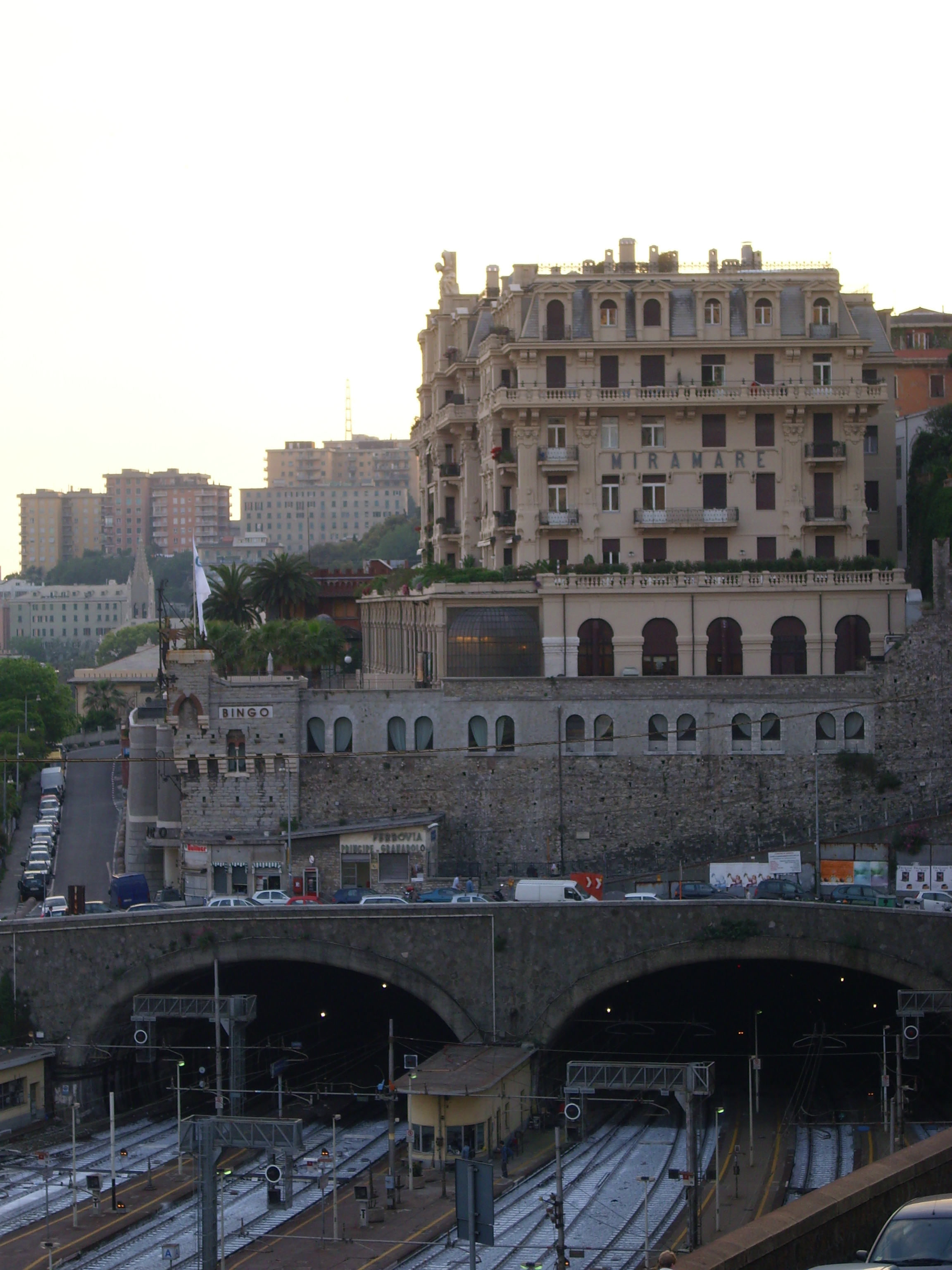
Le terminus Principe est situé au-dessus des tunnels de la gare Principe et à côté du mur de soutènement de l'ancien Grand Hotel Miramare

La ligne se compose d'une seule voie étroite de 1200 mm, avec doublement au point médian pour permettre les croisements, bien qu'actuellement le service soit assuré en navette par une seule voiture.
Le dénivelé, égal à 194 mètres, est parcouru par un chemin de 1 136 mètres de long caractérisé par une pente moyenne de 16 % et une pente maximale de 21,4 %. La voiture roule à une vitesse de 2 m/s (égale à 7 km/h) et a une capacité de 45 passagers au total. La crémaillère, à l'origine du type Riggenbach, a depuis 2012 été remplacée par le type Von Roll.

### Itinéraire et gares
Sur le parcours, il y a neuf arrêts : Principe, Salita San Rocco, Centurione, Bari, Cambiaso, Chiassaiuola, Salita Granarolo, Via Bianco, Granarolo. Les gares de Salita Granarolo, Via Bianco et Salita San Rocco ont été construites lors des travaux de rénovation en 2012.
L'altitude du terminus inférieur est de 25 mètres, tandis que celui de Granarolo est situé à 220 mètres.

## Dans les médias
Le chemin de fer est l'un des symboles de Gênes, c'est pourquoi il a été mentionné dans plusieurs films. En 2021, il a été utilisé comme décor de cinéma lors du tournage de la série télévisée policière Blanca, qui se déroule dans la capitale ligure.

## Galerie

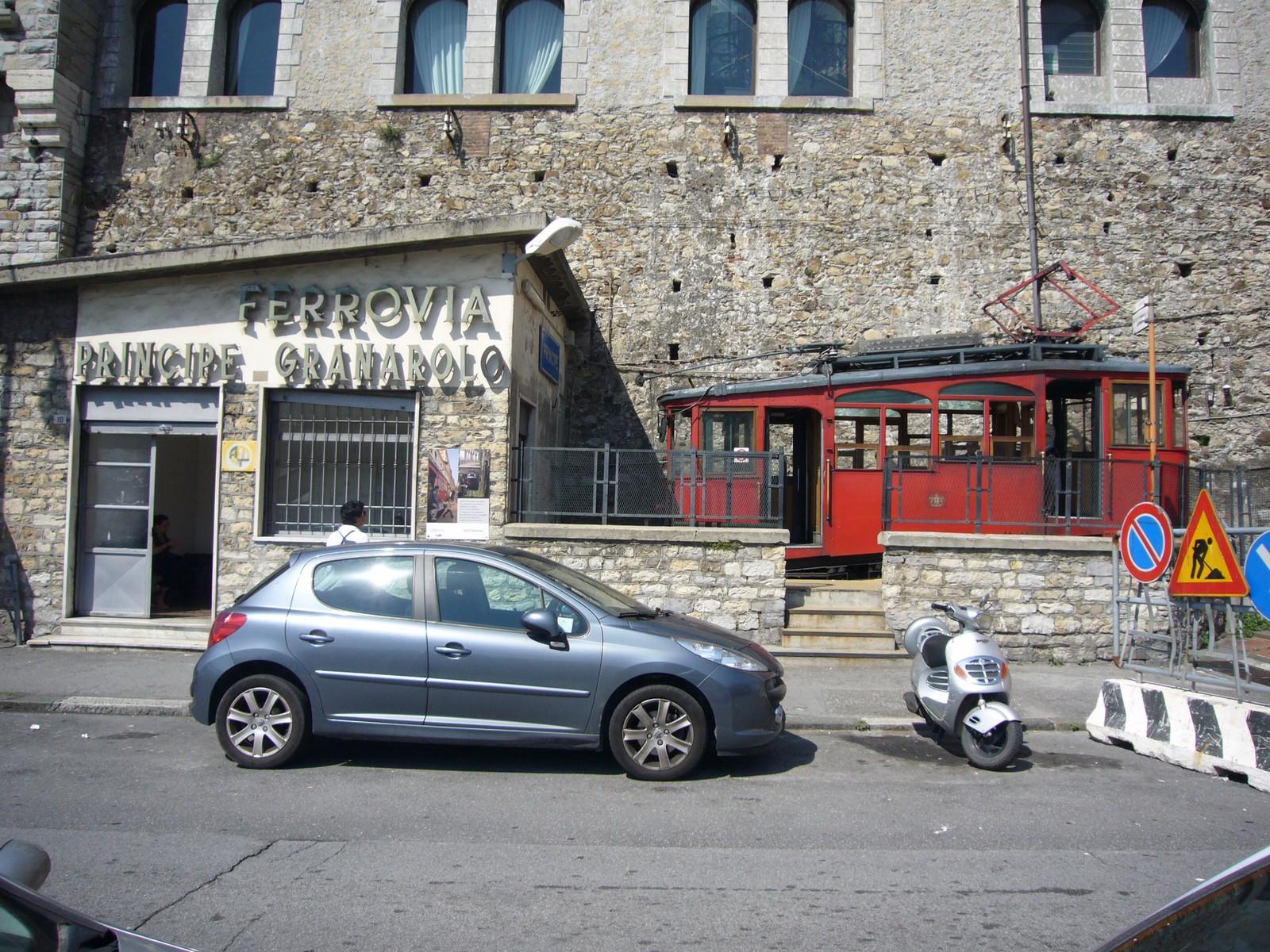
Le terminus Principe en 2012
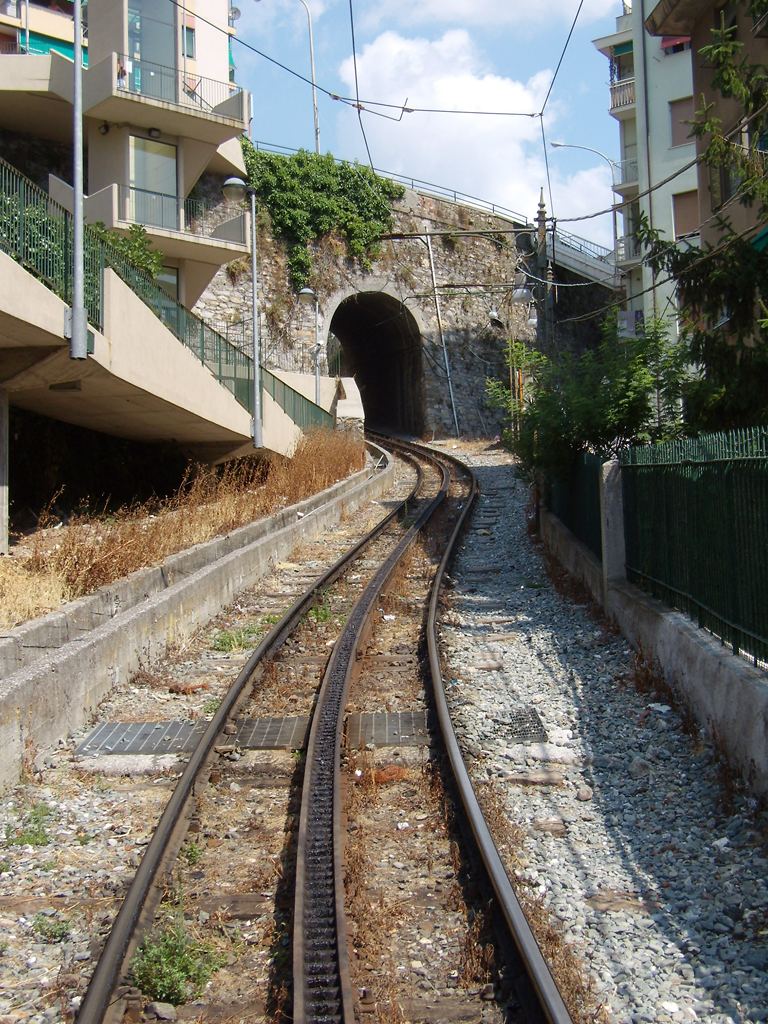
Crémaillère Riggenbach d'origine
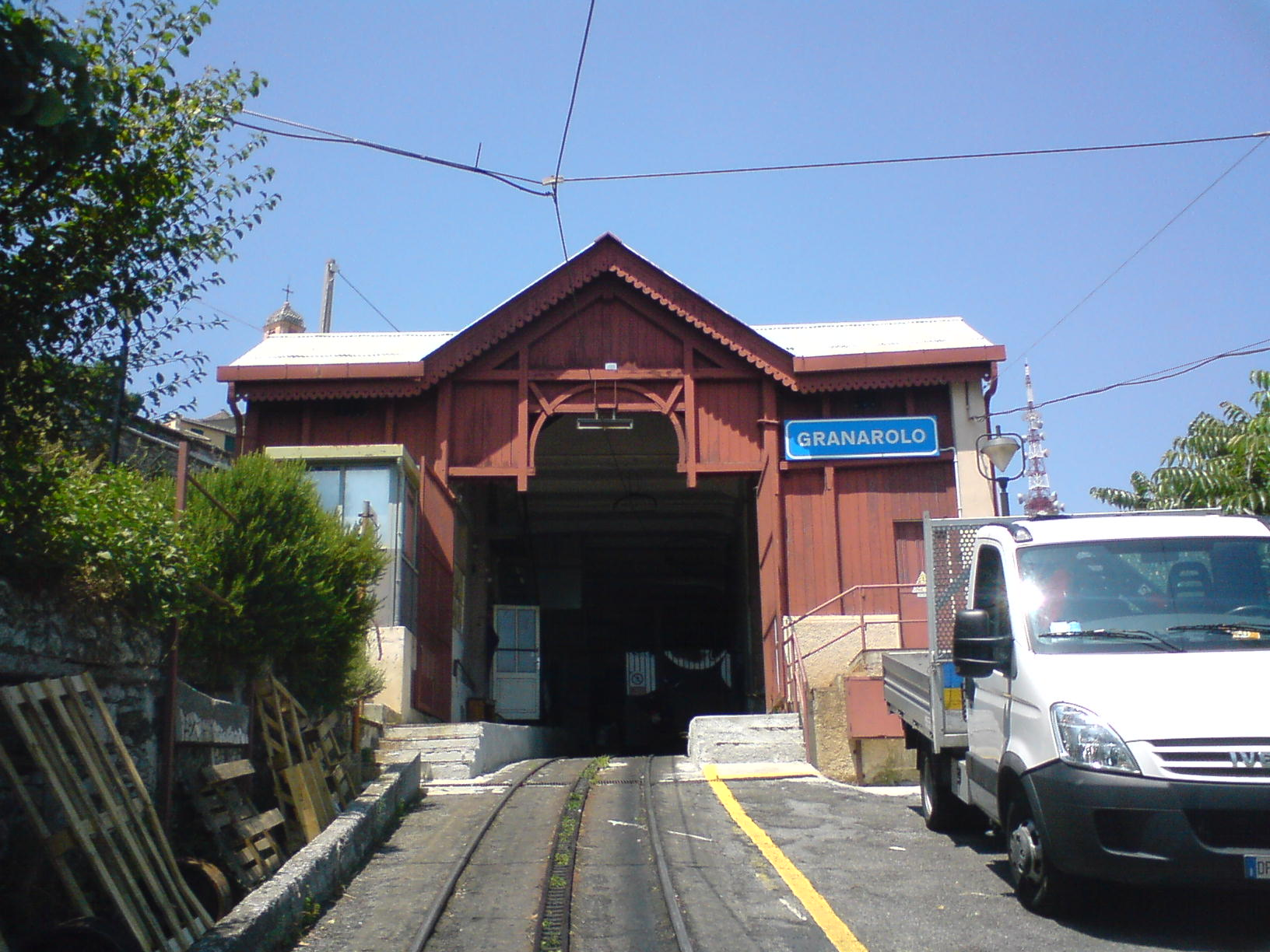
Terminus et dépôt de Granarolo avant les modifications de 2012